# Chlorophorus tonkineus
Chlorophorus tonkineus là một loài bọ cánh cứng trong họ Cerambycidae.